# Comuna de Dłutów
Dłutów (polaco: Gmina Dłutów) é uma gminy (comuna) na Polónia, na voivodia de Lodz e no condado de Pabianicki. A sede do condado é a cidade de Dłutów.
De acordo com os censos de 2004, a comuna tem 4090 habitantes, com uma densidade 40,7 hab/km².

## Área
Estende-se por uma área de 100,47 km², incluindo:
- área agricola: 55%
- área florestal: 37%

## Demografia
Dados de 30 de Junho 2004:
|                      | Total   | Total | Mulheres | Mulheres | Homens  | Homens |
| -------------------- | ------- | ----- | -------- | -------- | ------- | ------ |
|                      | pessoas | %     | pessoas  | %        | pessoas | %      |
| População            | 4090    | 100   | 2043     | 50       | 2047    | 50     |
| Densidade (pop./km²) | 40,7    | 100   | 20,3     | 20,3     | 20,4    | 20,4   |

De acordo com dados de 2002, o rendimento médio per capita ascendia a 1217,33 zł.

## Subdivisões
- Budy Dłutowskie, Czyżemin, Dąbrowa, Dłutów, Dłutówek, Drzewociny, Huta Dłutowska, Lesieniec, Leszczyny Duże, Leszczyny Małe, Łaziska, Mierzączka Duża, Orzk, Pawłówek, Piętków, Redociny, Stoczki-Porąbki, Ślądkowice, Świerczyna, Tążewy.

## Comunas vizinhas
- Dobroń, Drużbice, Grabica, Pabianice, Tuszyn, Zelów